# Амазонски феминизам
Амазонски феминизам (енгл. Amazon feminism) је струја унутар феминизма која истиче физичку спретност жена као средство за постизање родне равноправности. Следбеници овог правца сматрају да физички снажне жене (акционе хероине у фикцији, атлетичарке, жене које се баве борилачким вештинама, екстремним спортовима, жене у војсци и слично) представљају одраз феминизма.
Амазонски феминизам супротставља се стереотипном виђењу жене као пасивне, слабе, беспомоћне, као и идеји да постоје типична карактеристике и интересовања у зависности од пола.

## Историја
Порекло термина „амазонски феминизам“ везује се за различите изворе, укључујући Томаса Грамстада. Он је тежио ка томе да повеже јединствено виђење хероизма Ајн Ранд и тада модерну феминистичку идеологију амазонског концепта. Ово је делимично инспирисано књигом „Потрага за женом ратницом“ (енгл. In Search of the Woman Warrior).
Почетком седамдесетих година 20. века Глорија Стајнем скренула је пажњу јавности на овај концепт наводећи акциону хероину Чудесну жену (енгл. Wonder Woman) као феминистичку икону и критикујући Ди-Си Комикс 1968. због промене моћи ове стрип јунакиње. Након критика Стајнемове, Ди-Си је одлучио да Чудесној жени врати некадашње моћи (ласо истине, неуништиве рукавице и друге), а њена популарност међу младим читатељкама почела је да расте.